# Ryan Connelly
Ryan Connelly (Eden Prairie, 3 ottobre 1995) è un giocatore di football americano statunitense che milita nel ruolo di linebacker.

## Carriera

### New York Giants
Connelly fu scelto nel corso del quinto giro (143º assoluto) del Draft NFL 2019 dai New York Giants. Nella settimana 3 contro i Tampa Bay Buccaneers fece registrare il primo intercetto in carriera su Jameis Winston nella vittoria 32-31. La settimana seguente mise a segno un altro intercetto su Case Keenum e fece registrare il suo primo sack nella vittoria 24-3. In quella partita tuttavia Connelly si ruppe il legamento crociato anteriore, chiudendo la sua stagione.

### Minnesota Vikings
Il 6 settembre 2020 Connelly firmò con i Minnesota Vikings.

### New Orleans Saints
Il 26 gennaio 2023 Connelly firmò con i New Orleans Saints.

## Famiglia
Connelly è il cugino del capitano dei New York Islanders Anders Lee.